# HD108506
HD108506 — хімічно пекулярна зоря спектрального класу F1, що має видиму зоряну величину в смузі V приблизно  6,2.
Вона  розташована на відстані близько 299,2 світлових років від Сонця.

## Фізичні характеристики
Зоря HD108506 обертається 
дуже швидко 
навколо своєї осі. Проєкція її екваторіальної швидкості на промінь зору становить  Vsin(i)=196км/сек.

## Пекулярний хімічний склад
Зоряна атмосфера HD108506 має підвищений вміст 
Cr
.